# Rhembobius bischoffi
Rhembobius bischoffi är en stekelart som först beskrevs av Statz 1936.  Rhembobius bischoffi ingår i släktet Rhembobius och familjen brokparasitsteklar. Inga underarter finns listade i Catalogue of Life.